# Trynet
Trynet (norwegisch für Schnauze; englisch Tryne Point) ist eine felsige Landspitze im ostantarktischen Kempland. Sie liegt am östlichen Ausläufer der Law Promontory und bildet die Westseite der Einfahrt zur Stefansson Bay.
Norwegische Kartografen, die auch die deskriptive Benennung vornahmen, kartierten die Landspitze anhand von Luftaufnahmen aus der Zeit von Januar bis Februar 1937, die bei der Lars-Christensen-Expedition 1936/37 entstanden.